# ジョセフ・フランクリン・ラザフォード
ジョセフ・フランクリン・ラザフォード（英語：Joseph Franklin Rutherford、1869年11月8日 - 1942年1月8日）は、「ものみの塔聖書冊子協会」の2代目会長。チャールズ・テイズ・ラッセル以後のものみの塔協会の宗教を推し進めた主要な人物。
現在の『ものみの塔』誌の姉妹誌である『目ざめよ!』の先がけとして『黄金時代』誌（後に『慰め』と改名）を創刊した。クリスマス会や誕生日会を廃し、十字架を退け、地上での永遠の命の希望を持つ大群衆の存在を示し、「エホバの証人」という名称を採用したのはラザフォードである。

## 経歴

### 出生と経歴
ジョセフ・フランクリン・ラザフォードは、1869年11月8日、アメリカ合衆国のミズーリ州モーガンの農家の家に生まれた。両親はバプテスト派の信者であった。ラザフォードは大柄の体格で、身長188センチ、体重102キロあった。彼は幼い頃から大学で法律を勉強し、裁判官になりたいと願っていたが、父親は農場に留まることを願った。ラザフォードは実家の農場の労働者に賃金を払うという条件で、大学進学を許可された。彼は友人から借金をして大学へ入学したが、在学中には裁判所の速記者となったり、百科事典の戸別セールスを行うことで学費を納めることができた。
1890年、ラザフォードはミズーリ州クーパーのメアリー・フェッツァー（1962年12月17日没）と結婚した。彼の唯一の息子マルコムは、1892年11月10日に誕生した。
大学卒業後2年間、E・L・エドワーズの指導を受け、20歳の時にミズーリ州第14法廷巡回区の公式の裁判所書記官になった。22歳の時にはミズーリ州弁護士会に加入し、1892年5月5日に弁護士の免許を取得した。そしてミズーリ州ブーンビルで、ドラッフェンとライト法律会社の法廷専門弁護士として4年間検察官を務めた。またミズーリ州第14法廷地域の特別判事をも務めた。こうしてラザフォード「判事」として知られるようになった。

### バプテスマ
1894年、彼は聖書文書頒布者（またはコルポーター）のエリザベス・ヘッテンバッハ婦人から『千年期黎明』の第三巻を受け取った。無神論者であった彼はそれから数週間後、病気が治りかけた時にその本を読んで感化され、彼はものみの塔聖書冊子協会に手紙を書き送った。その後1905年に、A・H・マクミランの訪問によって伝道を開始し、1906年、37歳の時にバプテスマを受けた。翌年の1907年には、ものみの塔聖書冊子協会の法律顧問になって本部で働いた。協会本部をニューヨーク州ブルックリンへ移設する時にも代表者の一員として働いた。

## 会長就任から投獄と釈放まで

### 二代目会長に就任
1916年に、ものみの塔聖書冊子協会の初代会長であったチャールズ・テイズ・ラッセルが死去すると、1917年1月6日に行われた年次総会で、ラザフォードが二代目の会長に選挙によって任命された。彼はラッセルとは違って率直な言い方をする性格で、誤解も受けやすかったという。就任してすぐ、彼は巡礼者（現在の「巡回監督」や「地域監督」）を増員し、「牧羊の業」（現在の「再訪問」）や聖書文書頒布者（現在の開拓奉仕者）を拡大して戸別伝道を推し進めた。またV.D.M.（「神の言葉の奉仕者」のラテン語から取られた）と呼ばれる22問の質問集を用意し、85点以上の正解率の者は公開講演者の資格を取得するよう取り決めた。

### 組織内部からの反対運動
一方では、ラザフォードが会長に就任したことに反対する人々もいた。1916年11月にポール・S・L・ジョンソンはイギリスに派遣されたが、彼は自分がラッセルの後継者であると主張した。イギリスの支部から苦情を受け、ラザフォードは委員会を招集し、ニューヨークへ帰るよう伝達した。しばらくして帰ってきたポール・S・L・ジョンソンは、7名から成る理事会の成員のうち4名を味方につけて反対運動を起こした。ラザフォードは会長を辞任して彼らに責任を取らせようと考えたが、他の理事会の成員の勧めにより思い止まった。1917年には初代会長のラッセルが第六巻まで書いた『千年期黎明』（または『聖書研究』）シリーズの第七巻『終了した秘義 (The Finished Mystery)』を発表した。著者はクレイトン・J・ウッドワースとジョージ・H・フィッシャーの二人であった。7月17日に、その書籍が協会の成員の前で発表された際に、ラザフォードは4人の反対者が正式な理事会のメンバーでないことを根拠に、理事会から解雇し、新しい4人を任命した。これに対して5時間に及ぶ反対デモが起こり、8月8日にはそれら4人とその支持者たちは組織を去り、アメリカ・カナダ・ヨーロッパの各地で反対運動を起こした。ラザフォードは翌年1918年1月の年次総会で再度選挙を行い、その結果4人の反対者は一人も投票による支持を得なかった。最高投票数を得た7人の理事会のメンバーによって、会長はジョセフ・フランクリン・ラザフォードに、副会長はチャールズ・H・アンダーソンに、会計秘書はW・E・バン・アンバーグが任命された。反対者たちは3月26日に独立した主の記念式を執り行い、完全に組織から離れ去った。この時期に2万1千人ほどの成員のうち、4000人弱の人々は組織から離れ去った。

### スパイ容疑による逮捕

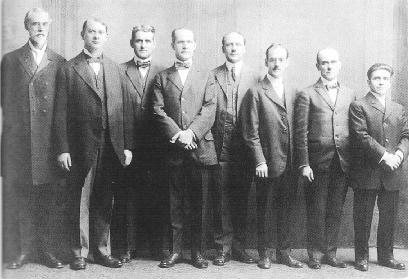
投獄された8名。左から、W・E・バン・アンバーグ、J・F・ラザフォード、A・H・マクミラン、R・J・マーティン、F・H・ロビソン、C・J・ウッドワース、G・H・フィッシャー、G・デチェッカ

1917年に出版された『終了した秘義』はそれまでのシリーズ中最も印刷され85万部に上った。1917年12月30日に発行された『聖書研究者月刊 (The Bible Students Monthly)』の最新号には『終了した秘義』の抜粋が載せられていた。しかし、これらの本はキリスト教の僧職者の怒りを買い、扇動的内容が含まれていると非難された。さらに、聖書研究者がドイツ政府から資金を得ていると非難を受け、協会の帳簿は差し押さえられた。1918年2月12日には、カナダ全土で『終了した秘義』と『聖書研究者月刊』は発禁処分を受けた。さらに、協会は敵国のドイツ軍と通信する本拠であるとの報告がアメリカ政府になされた。1918年3月4日、ペンシルベニア州スクラントンで協会の数名が逮捕され、3月14日に『終了した秘義』の配布をスパイ法違犯であるとした。翌日の3月15日にはものみの塔聖書冊子協会は『王国ニュース (Kingdom News)』第1号を発行し、その内容は彼らが迫害を受けていることを告発するものであった。4月15日、5月1日と立て続けに『王国ニュース』の第2号と第3号が出版された。こうして1918年5月7日、アメリカ合衆国地方裁判所はラザフォードを含む8名を逮捕した。その容疑は、『終了した秘義』やその他出版物を配布することで、徴兵制度を故意に妨害したスパイ法違犯のためであった。ラザフォードを含む4名は敵国のスイスの支部に500ドルを送金したことに基づき再度起訴された。彼らは無罪を訴えたが、15日間の裁判の末、6月21日に有罪と宣告され、8名は20年の懲役を言い渡され、ジョージア州アトランタの連邦刑務所に入れられた。

### 釈放から無罪の判決
その後も『ものみの塔』誌は一号も休刊されることなく印刷され続けた。しかし、ニューヨーク州ブルックリンの本部では運営を続けることが困難になり、「ブルックリン・タバナクル」（「幕屋」の意味）を売却して「ベテル」（「神の家」の意味）を閉鎖し、1918年8月26日に協会本部はペンシルベニア州ピッツバーグへと戻された。1918年11月11日に第一次世界大戦は終結したが、彼らは依然として投獄されたままであった。1919年1月2日から5日にかけてピッツバーグで開催された大会では、4日に年次総会も組み込まれており、投票によってラザフォードは再度会長に選出された。1919年2月にラザフォードたちを釈放するための運動が行われ、何千通におよぶ手紙は、新聞の編集者、下院議員、上院議員、知事に書き送られた。3月にはウッドロウ・ウィルソン大統領もしくは政府に提出するため署名運動をし、70万人の署名を獲得した。署名が提出される前に、1919年3月21日、アメリカ合衆国の最高裁判所は8人の保釈を命じた。3月26日にブルックリンへと戻ると、一人1万ドルの保釈金で釈放された。1919年4月14日に上訴し、5月14日には判決は覆り8人は無罪となった。しかし、ラザフォードは投獄中の影響で肺炎にかかり、カリフォルニア州サンディエゴに住んでいる妻と息子のもとに帰り、養成しなければならなかった。

## 宗教を推し進める

### 『黄金時代』誌の創刊
1919年9月1日から8日にかけてオハイオ州シーダーポイントで大会が開催され、人類の唯一の希望は国際連盟ではなく神の王国であることが示された。この大会で『黄金時代 (The Golden Age)』という雑誌の創刊が発表された。これは『ものみの塔』誌の姉妹誌として創刊され、1937年10月号から『慰め (Consolation)』と改名され、1946年8月号からは『目ざめよ! (Awake!)』と改名されて現在に至っている。『黄金時代』と『慰め』誌の編集者はクレイトン・J・ウッドワースであった。

### 協会施設の移転
また、ジョージ・バターフィールドというクリスチャンによって1万ドルの寄付がなされることにより、1919年10月1日に再びブルックリンへと協会本部を移転することが可能となった。1920年6月21日には『終了した秘義』の特別版が雑誌の形で印刷され、「ZG 」（Zは『シオンのものみの塔』を、Gはアルファベットの7番目から『聖書研究』第七巻を表した）と呼ばれた。1920年1月1日には協会の文書が発禁されていたカナダでの検問が解除された。また1920年8月12日に、ラザフォードと同行者はヨーロッパ、エジプト、パレスチナへ旅行した。1920年にラザフォードは『現存する万人は決して死することなし (Millions now living will never die)』という小冊子を出版した。その内容により、聖書研究者たちは当時生きていた人々は終わりまで生き延び、ヨベルの年の70回目に相当する1925年には古代の忠実な神の僕たちは復活してくると考えていた。1920年には、当時アメリカでは2、3台しかなかった輪転機の購入に成功し、マートル街35番に印刷工場を持つようになった。1921年には『神の立琴 (The Harp of God) 』を出版し、真理全体に関する説明がなされた。1922年2月26日には、ラザフォードがカルフォルニア州で最初のラジオ放送を行った。1922年3月1日、印刷工場はコンコード通り18番の6階建ての建物に移設された。

### 見解の調整
1922年9月5日から13日にかけて、オハイオ州シーダーポイントで国際大会が開催された。この大会では、「王とその王国を宣伝し、宣伝し、宣伝しなさい」との布告が強調された。それに伴い1922年10月から『会報 (Bulletin)』（現在の『わたしたちの王国宣教』）が刊行された。1924年2月24日には、ニューヨーク州スタテン島に設けられたものみの塔聖書冊子協会のラジオ局WBBRの放送が開始された。1926年と1927年には、アダムス・ストリート117番に8階建ての新たな印刷工場を建設した。
1925年3月1日号の『ものみの塔』誌では、エホバの組織とサタンの組織が存在することを指摘された。1926年以後、聖書研究者はクリスマスと誕生日は、異教による起源であるとして祝うのを止めた。また、1881年から1931年まで『ものみの塔』誌の表紙に書かれていた十字架も廃止し。1936年の「富 (Riches)」と題する書籍の中で、イエスは一本の木にくぎ付けされたことが指摘された。1928年11月15日号と12月1日号の『ものみの塔』誌では、エジプトのピラミッドが聖書の年代測定に関連しているという考えを廃した。そして1931年7月24日から30日にかけてオハイオ州コロンビアナで開催された大会では、26日に「エホバの証人」という名称が決議によって採用された。1935年5月30日から6月3日にかけてワシントンで開催された大会では、天での復活の希望を持つ油そそがれたクリスチャンとは別に、地上での永遠の命の希望を持つ「大群衆」（啓示 7:9、ヨナダブ級と呼ばれた）の存在があることが示された（しかし1942年までヨナダブ級はエホバの証人とはみなされなかった）。1935年以降、集会所は「王国会館 (Kingdom Hall)」と呼ばれるようになった。1935年10月6日には、国旗敬礼が偶像礼拝に当たることが示された。1938年には諸会衆の監督と補佐の任命は、協会によって任命されるよう変更された。

## 晩年

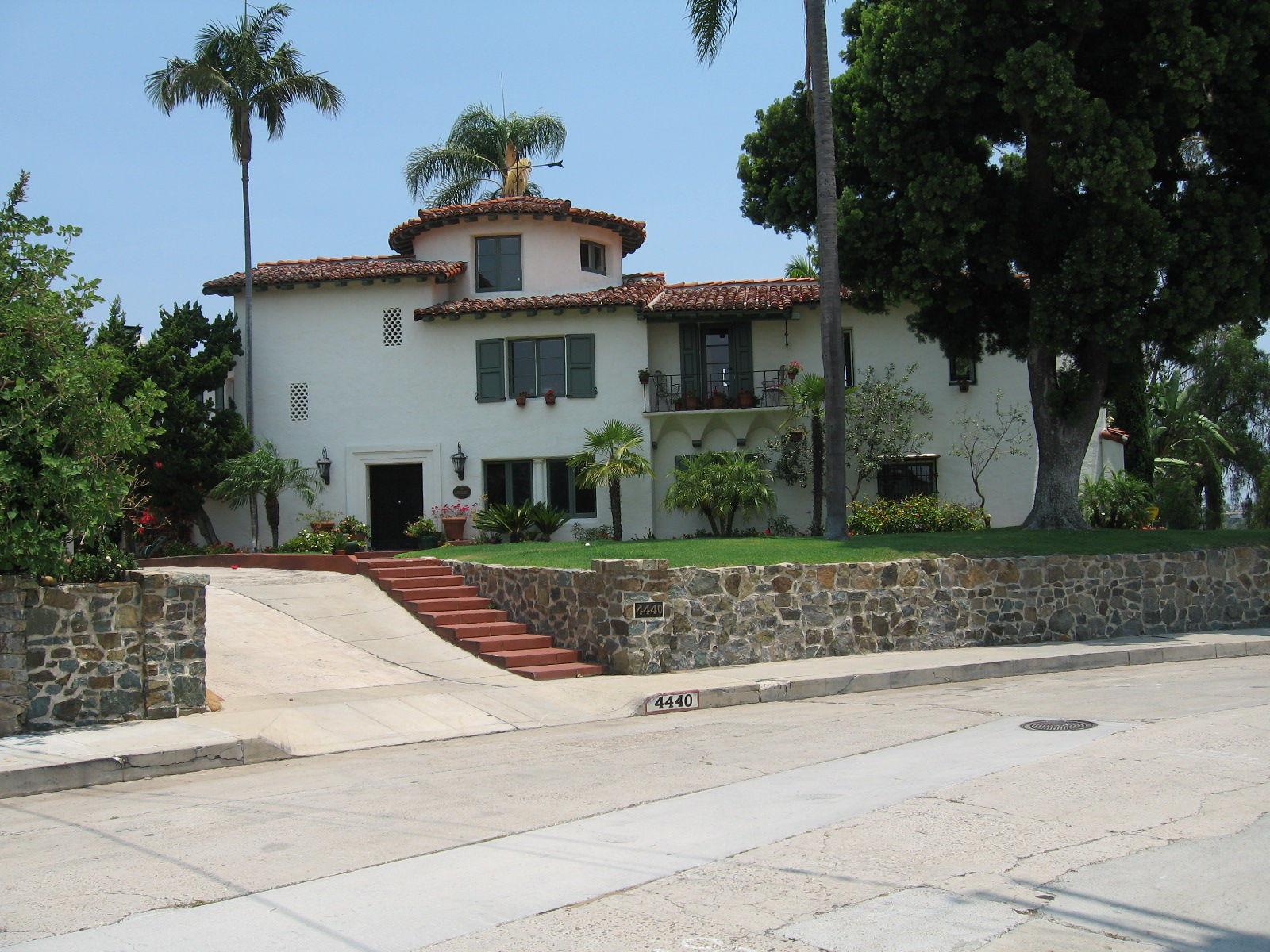
ベト・サリム、2008年

### 宣教活動における戦略
1933年、車に取り付けられた蓄音機による宣教が始められ、1937年以降は短い公開講演を流すために携帯用の蓄音機が使用された。1933年には、ナチス・ドイツによってドイツで禁令が課され、厳しい迫害が起こる。アメリカにおいても反対が厳しくなり、逮捕者が続出すると、1933年に「分団運動」と呼ばれた宣教方法を組織した。それは、米国全土から1万人以上の自発的な奉仕者から成る分団で、ある町でエホバの証人が逮捕されると、すぐに別の分団がその町を包囲するという作戦であった。学校で国旗敬礼が強制された結果、1935年には、退学処分されたエホバの証人の生徒たちの教育を援助するため「王国学校」が開かれた。1936年からは「情報行進」と呼ばれた、公開講演を宣伝するためにプラカードを用いた宣教方法も取り入れられた。1941年8月6日から10日にかけてミズーリ州セントルイスで開催された大会では、1万5千人の子供たちがステージ前に集まり、神のご意志を行うことに同意して、一斉に起立した。

### 臨終
ラザフォードは投獄された際に肺炎を患い、1929年以降、冬になるとカリフォルニア州サンディエゴに建てられたベト・サリム（「君たちの家」の意味）で仕事をした。彼は結腸がんを患っており手術をしたが、その後1942年1月8日、72歳の時にベト・サリムにおいて死去した。

## 主な著作・出版
- The Golden Age 『黄金時代』誌、1919年から（後の『慰め』誌、現在の『目ざめよ！』誌）
- Consolation 『慰め』誌、1937年から
- The Bible Students Monthly 『聖書研究者月刊』、1917年から
- Kingdom News 『王国ニュース』、1918年から
- The Finished Mystery 『終了した秘義』、1917年（『聖書研究』第七巻）
- Millions Now Living Will Never Die!（現存する万民は決して死することなし）. (1920)
- Harp of God. (1921)
  - 『神の立琴 : 臨在さるゝ栄光の王平和の君なる主イエスに捧ぐ』明石順三 訳、万国聖書研究団（万国聖書研究会）、ニュー・ヨーク市ブルックリン、東京、1925年。[69][70]
- Bulletin 『会報』、1922年（現在の『わたしたちの王国宣教』）
- The Way to Paradise 『パラダイスの道』、1924年
- Comfort for the Jews 『ユダヤ人のための慰め』、1925年
- Deliverance!. (1926)
  - 『神の救ひ』明石順三 訳、万国聖書研究会、東京、1927年。doi:10.11501/1121892。OCLC 20211348。
- Creation. (1927)
  - 『創造』明石順三 訳、万国聖書研究会、東京、1929年。OCLC 43537367。
- 『末の日』明石順三 訳、万国聖書研究会、東京井荻町、1928年。OCLC 835133525。
- Government. (1928)
  - 『政府』明石順三 訳、万国聖書研究会、東京、1930年。OCLC 33777737。
- Reconciliation. (1928)
  - 『和解』明石順三 訳、万国聖書研究会、東京、1930年。OCLC 33802173。
- Life 『生命』、1929年
  - 『生命』明石順三 訳、万国聖書研究会、東京府井荻町、1931年。doi:10.11501/1037457。OCLC 33802073。
- Prophecy. (1929)
  - 『預言』明石順三 訳、万国聖書研究会、東京府井荻町、1931年。doi:10.11501/1037696。OCLC 33801883。
- 『審判』明石順三 訳、万国聖書研究会、東京府井荻町、1930年。OCLC 33802130。
- 『圧制は何時止むか』明石順三 訳、万国聖書研究会、東京府井荻町、1930年。OCLC 835134934。
- Light Book 1. (1930)  Light Book 2. (1930)
  - 『光』明石順三 訳、万国聖書研究会、東京、1933年。OCLC 43537359。
- 『犯罪と災害:原因と救済方法』明石順三 訳、万国聖書研究会、東京府井荻町、1931年。OCLC 835134853。
- 『戦争か平和か』明石順三 訳、万国聖書研究会、東京井荻町、1931年。OCLC 835134105。
- Vindication（証明）Book 1. (1931)  Vindication（証明）Book 2. (1932)  Vindication（証明）Book 3. (1932)
- Preservation. (1932)
  - 『保護 : エステル書とルツ記』明石順三 訳、万国聖書研究会、ニュー・ヨーク市ブルックリン、1933年。OCLC 44725784。
- Preparation（準備）. (1933)
- Jehovah（エホバ）. (1934)
- Riches（富）. (1936)
- Enemies（敵）. (1937)
- Salvation（救い）. (1939)
- Religion（宗教）. (1940)
- Children（子供たち）. (1941)